# David Rijckaert

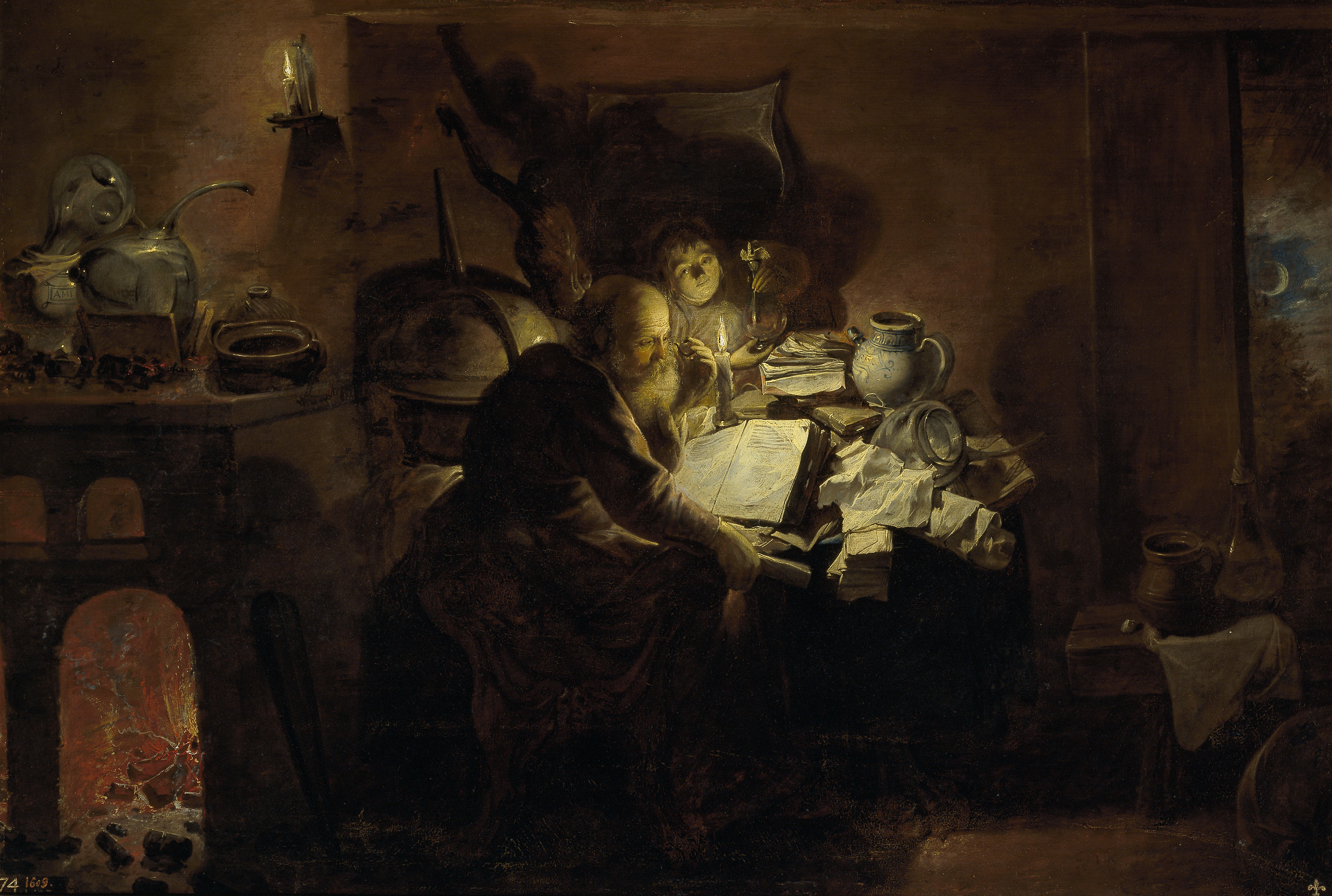
El alquimista, 1649, óleo sobre tabla, 58 x 86 cm, Madrid, Museo del Prado.

David Rijckaert o Ryckaert, llamado III o el Joven, (Amberes, 1612 – 1661), fue un pintor barroco flamenco, especializado en escenas de género y bodegones.

## Biografía
Hijo del también pintor David Rijckaert II y de Catharina de Merre, fue bautizado en Amberes el 2 de diciembre de 1612. Debió de formarse con su padre, pintor especializado en paisajes, aunque el estilo de sus primeras obras es el de Adriaen Brouwer.  En 1636-1637 fue admitido como maestro en el gremio de San Lucas de Amberes del que fue elegido decano en el periodo 1652-1653.
Aunque cercano a Brouwer en sus primeras obras, sus escenas campesinas, de carácter anecdótico, rehúyen  siempre las interpretaciones morales para centrarse en la comicidad de los personajes, a la vez que se muestra atento a los pormenores de bodegón, lo que lo aproximará a la obra de David Teniers II más que a la de cualquier otro maestro. Hacia 1640 la paleta de Rijckaert se fue aclarando a la vez que aumentó su interés por los efectos lumínicos. Al mismo tiempo, lo negativo y burlesco dio paso a un punto de vista más amable, observando con creciente empatía a los humildes protagonistas de sus lienzos, ya se tratase de ancianos campesinos, artesanos zapateros o alquimistas como el protagonista de la única tabla de Rijckaert propiedad del Museo del Prado. 
En torno a 1650, correspondiendo a la creciente aristocratización de la clientela burguesa, pero también a las influencias de su cuñado Gonzales Coques y de su más refinado amigo Thomas Willeboirts Bosschaert, pintó escenas elegantes y conversaciones galantes, incluso asuntos religiosos y mitológicos, con un número creciente de figuras (Concierto, 1650, Vaduz, príncipe de Liechtesntein), como se advierte también en aquellas composiciones cuyos protagonistas seguían siendo gentes humildes (Boda campesina, Bruselas, Museos Reales de Bellas Artes de Bélgica).